# Kuma-Klasse
Die Kuma-Klasse (jap. 球磨型軽巡洋艦, Kuma-gata keijun’yōkan) war eine Klasse von fünf Leichten Kreuzern der Kaiserlich Japanischen Marine, welche Ende der 1910er gebaut wurden und im Zweiten Weltkrieg zum Einsatz kamen.

## Geschichte

### Entwurf und Bau

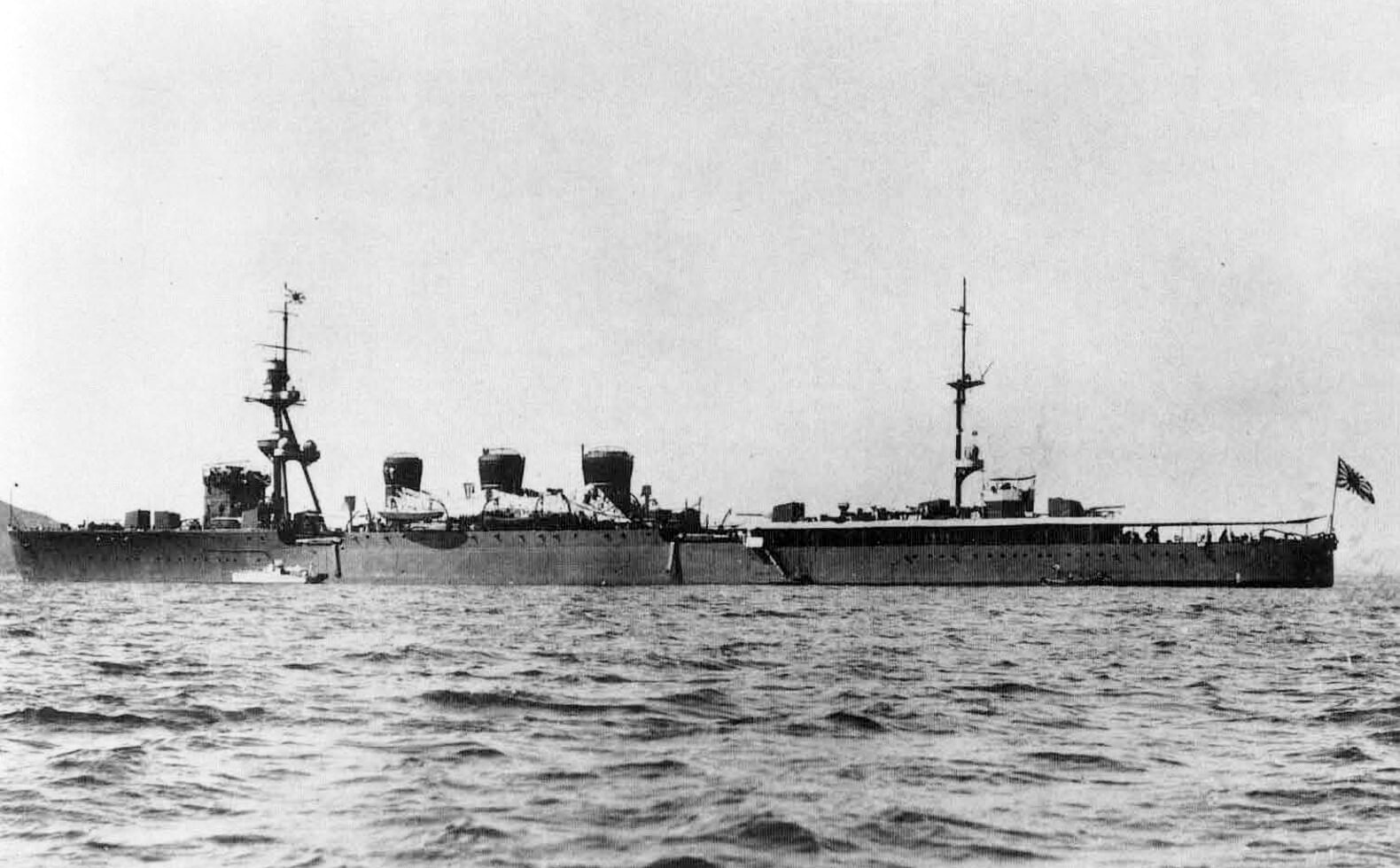
Die Kuma, 1930 vor Tsingtao

Die Kuma-Klasse war eine vergrößerte Version der vorangegangenen Tenryū-Klasse. Erkenntnisse über die Schiffbauaktivitäten anderer Nation ließen befürchten, dass die Tenryū-Klasse potentiellen Gegnern, auf die sie hätte treffen können, artilleristisch nicht gewachsen war. Insbesondere die amerikanische Omaha-Klasse, die mit Hinblick auf britische Kreuzertypen 1917 geplant wurde, war deutlich schwerer bewaffnet. Die neue Kreuzerklasse sollte nach den Erkenntnissen des Krieges auch mit Zerstörerverbänden als Flottillenführer eingesetzt werden können und musste deshalb schneller sein, als ihre Vorgängerklasse. So wurde der Rumpf deutlich verlängert und die Maschinenanlage verstärkt, was in der Summe eine deutlich höhere Geschwindigkeit zur Folge hatte.

### Bewaffnung
Die Schiffe der Kuma-Klasse waren dementsprechend größer und erhielten eine schwere Bestückung von sieben 14-cm-L/50-Geschützen. Diese waren durch einen Schild geschützt, der die Front, die Seiten und das Oberteil der Waffe abschirmte.
Zwei Geschütze wurden hintereinander vor dem Brückenaufbau und zwei weitere nebeneinander unmittelbar hinter dem Brückenaufbau aufgestellt. Die letzten drei Geschütze standen wiederum hintereinander auf dem Achterschiff. Es wurden keine Geschütze überhöht aufgestellt, sondern sämtliche Einbauten saßen unmittelbar auf dem Wetterdeck des Vorschiffs oder auf dem Wetterdeck des achtern Aufbaus auf, so dass die Geschütze sich gegenseitig in ihren Wirkungsmöglichkeiten behinderten. Einzig die beiden Geschütze hinter dem Brückenaufbau standen weit genug außenbords, um – am Aufbau vorbei – über den Bug nach vorn feuern zu können. Zwei 8-cm-L/40-Geschütze waren auf Höhe des ersten Schornsteins an Deck in offenen Lafetten, je eine an Backbord und Steuerbord montiert.
Die Schiffe erhielten mit acht Rohren eine schwere Torpedobewaffnung, indem je zwei 533-mm-Zwillingsrohrsätze an Backbord und Steuerbord aufgestellt wurden. Anders als bei der Vorgängerklasse, bei der die Rohrsätze nach Backbord oder Steuerbord ausgeschwenkt werden konnten, waren sie bei der Kuma-Klasse nur an der jeweiligen Seite des Schiffs einsetzbar, an der sie auch montiert waren.

### Maschinen
Die Kuma-Klasse behielt die Silhouette der Vorgängerklasse und trug wieder drei Schornsteine, diesmal allerdings von gleicher Größe und gleichem Durchmesser. Zwölf Kampon-Dampfkessel, davon zehn mit Schweröl und zwei mit Kohle befeuert, lieferten die Energie für vier Impulsreaktionsturbinen der Firma Gihon, die auf dem Prinzip der Brown-Curtis-Turbine basierten, und etwa 90.000 WPS erzeugten. Über vier Wellen konnten die Schiffe so 36 Knoten erreichen.
Angaben über die mitgeführte Brennstoffmenge variieren zwischen 1.150 und 1.260 Tonnen Schweröl, während einheitlich von 350 Tonnen Kohle ausgegangen wird. Die mögliche Reichweite der Schiffe betrug so etwa 5000 Seemeilen bei 14 Knoten. Nach späteren Umbauten und Nachrüstungen änderte sich dieser Wert jedoch, da sich Tiefgang und Wasserverdrängung vergrößerten, so dass beispielsweise für die Kitakami nach ihrem Umbau zum Torpedoträger nur noch 4000 Seemeilen bei 14 Knoten angenommen werden.

### Bordflugzeuge
Um den Einsatz von Bordflugzeugen zu erlauben, wurde auf drei Schiffen der Einbau eines Katapults vorgesehen. Es wurde dazu ein Sockel auf dem Achterschiff aufgestellt, auf dem das Katapult, über die Geschütze hinweg, nach Backbord oder Steuerbord geschwenkt werden konnte.

### Modernisierungen
Im Vorlauf und im Verlauf des Pazifikkrieges wurden die Schiffe kontinuierlich modernisiert und erhielten je vier Vierlingstorpedosätze, Typ-21-Radargeräte und zusätzliche Flugabwehrbewaffnung. Kitakami und Ōi wurden 1942 zu schnellen Transportern umgebaut und ihre Bewaffnung änderte sich nochmals.

## Schiffe der Kuma-Klasse

### Kuma
Die Kuma wurde im August 1918 in Sasebo auf Kiel gelegt und lief im Juli 1919 vom Stapel. Sie wurde im Pazifikkrieg eingesetzt. Bei Cebu überstand sie im April 1942 den Angriff von US-Schnellbooten unbeschädigt. Am 11. Januar 1944 wurde sie bei Penang vom britischen U-Boot Tally-Ho angegriffen und von zwei Torpedos an Steuerbord getroffen. Feuer brach aus und die Wasserbomben auf dem Achterdeck explodierten, so dass das Schiff über das Heck unterging.

### Tama
Die Tama wurde im August 1918 in Nagasaki auf Kiel gelegt und lief im Februar 1920 vom Stapel. Sie nahm an zahlreichen Operationen im Pazifikkrieg teil, überstand einen britischen Luftangriff am 21. Oktober 1943 leicht beschädigt und nahm schließlich 1944 an der Schlacht um Leyte teil. Durch einen Torpedo am Morgen des 25. Oktober beschädigt, wurde sie 19 Stunden später vom U-Boot USS Jallao angegriffen und brach nach zwei Torpedotreffern auseinander.

### Kitakami
Die Kitakami wurde im September 1919 in Sasebo auf Kiel gelegt und lief im Juli 1920 vom Stapel. Unmittelbar nach ihrem Stapellauf wurde sie im Zweiten Chinesisch Japanischen Krieg eingesetzt. Später, im Pazifikkrieg, nahm sie zunächst als Sicherungsschiff an Landeoperationen teil, wurde aber 1942 selbst zum „Schnellen Transporter“ umgebaut. Im Januar 1944 wurde sie in der Straße von Malakka von zwei Torpedos eines britischen U-Bootes getroffen und schwer beschädigt. Sie wurde wieder umgebaut, diesmal zu einem Träger für bemannte Torpedos des Typ Kaiten. Nach Kriegsende wurde sie schließlich 1946 abgewrackt.

### Ōi
Die Ōi wurde im November 1919 in Kōbe auf Kiel gelegt und lief im Juli 1920 vom Stapel. Mit Abschluss der Entwicklungsarbeiten am Torpedo Typ 93 wurde das Schiff zum Umbau als Torpedoträger in die Werft geschickt. Es erhielt  40 61-cm-Torpedorohre in zehn Vierlingssätzen. Das Konzept wurde fallengelassen und das Schiff gegen Ende 1942 zum „schnellen Transporter“ umgebaut. Sie wurde am 19. Juli 1944 auf dem Weg nach Manila vom U-Boot USS Flasher durch einen Torpedotreffer versenkt.

### Kiso
Die Kiso wurde im Juli 1917 in Nagasaki auf Kiel gelegt und lief im Mai 1918 vom Stapel. Im Pazifikkrieg wurde sie im Oktober 1942 durch den Treffer einer Fliegerbombe beschädigt. Zwei ihrer 14-cm-Geschütze wurden bei den Reparaturarbeiten durch 127-mm-Zwillingsflugabwehrkanonen ersetzt. Nachdem sie in der Folgezeit weitgehend Transportaufgaben erledigt hatte, wurde sie am 13. November 1944 bei Manila von amerikanischen Trägerflugzeugen angegriffen und kenterte nach drei Bombentreffern.